# Знаме
За българския вестник вижте Знаме (вестник).
Знамето (синоними стяг, пряпорец, флаг, байрак, хоругва) е платно с установени размер, пропорция, форма и цветове, прикрепено към дървена дръжка или шнур посредством джоб или капси. Понякога на него е изобразен герб или емблема като отличителен знак на държава, държавен орган, държавна или обществена организация, войскова част, кораб и други.

## Национално знаме
Националното знаме е отличителен знак на държавата. То символизира нейния суверенитет.
Видът и цветовете на националното знаме на България се определят в Конституцията.
Знамето на Република България е трицветно – бяло, зелено и червено, подредени хоризонтално от горе надолу. Когато се поставя вертикално на носещо тяло цветовете се подреждат вертикално от ляво надясно – гледано срещу знамето. Редът, по който се издига националното знаме, и други въпроси, свързани с неговото използване, се определят със закон. В приложение към закона за държавния печат и националното знаме на Република България се определят и вида на текстила, шева и други изисквания към знамето.

## Армейско знаме
Армейското знаме или военното знаме е вид знаме, използвано от суверенни държави за техните сухопътни армии.
Някои от държавите (като България, Великобритания, Русия и Нацистка Германия) имат уникални военни знамена, с различен дизайн от този на националното знаме. Такива знамена лесно се идентифицират като военни флагове.
Други страни като САЩ и Швейцария нямат военни знамена и използват вместо такива своите национални флагове.
По време на война това знаме е обърнато надолу. Такъв пример са Филипините, чието знаме по време на мир е със синия цвят нагоре, а червеният надолу, а по време на война – обратното.

## Форма и дизайн на знамената
Формата и дизайнът на знамената се определят от Конституцията. В повечето случаи знамената са с пропорция 2 към 3 и имат правоъгълна форма, но това не е така за всички страни. Някои държави, като САЩ, Естония, Ирландия или Норвегия например имат определени пропорции и начин на построяване на знамето. Швейцария и Ватикана са единствените със знамена във формата на квадрат, или по-точно имат пропорция 1 към 1, а Непал е единствената страна в света, на която знамето е нито правоъгълно, нито квадратно, но може да се опише като два триъгълника с пропорция 1 към приблизително 1,333.

## Знамена в спорта
Знамената в спорта са много особено в моторните спортове.
Там има:
- Жълт – Предупреждава за произшествие на пътя
- Кариран – Край на състезанието
- Черно-жълт – Повреда в твоята кола
- Червен – Състезанието е прекратено
- Зелен – Начало
- Син – Мини през бокса; пропусни изпреварящият те с обиколка автомобил (в американските състезания)
- Черен – Не изпреварвай
- Червено-жълт – Сблъсък прекратил състезанието
- Бял – Обозначава началото на последната обиколка от състезанието (в американските състезания)

## История на знамената в света
- 1900
- 1908
- 1914
- 1930
- 1935
- 1938
- 1942
- 1965
- 1970
- 1972
- 1989
- 1991
- 1992
- 1993
- 2010
- 2012
- 2013